# Vit öronfasan
Vit öronfasan (Crossoptilon crossoptilon) är en fågel i familjen fasanfåglar inom ordningen hönsfåglar. Den förekommer i bergsskogar och buskmarker nära trädgränsen i Kina. Arten är fåtalig och minskar i antal, varför den listas som nära hotad av IUCN.

## Utseende och läte
Vit öronfasan är en 86-96 cm lång fasan med de för släktet karakteristiska vita tofsarna från näbbasen och bakåt. Fjäderdräkten är i stort sett vit, ibland med grå anstrykning på ovansidan. Den har svart stjärt, röda ben, röd bar hud i ansiktet och en svart hjässa. Ungfågeln är brungrå till en början men övergår snabbt till adult dräkt. Lätet är ett vittljudande raspande.

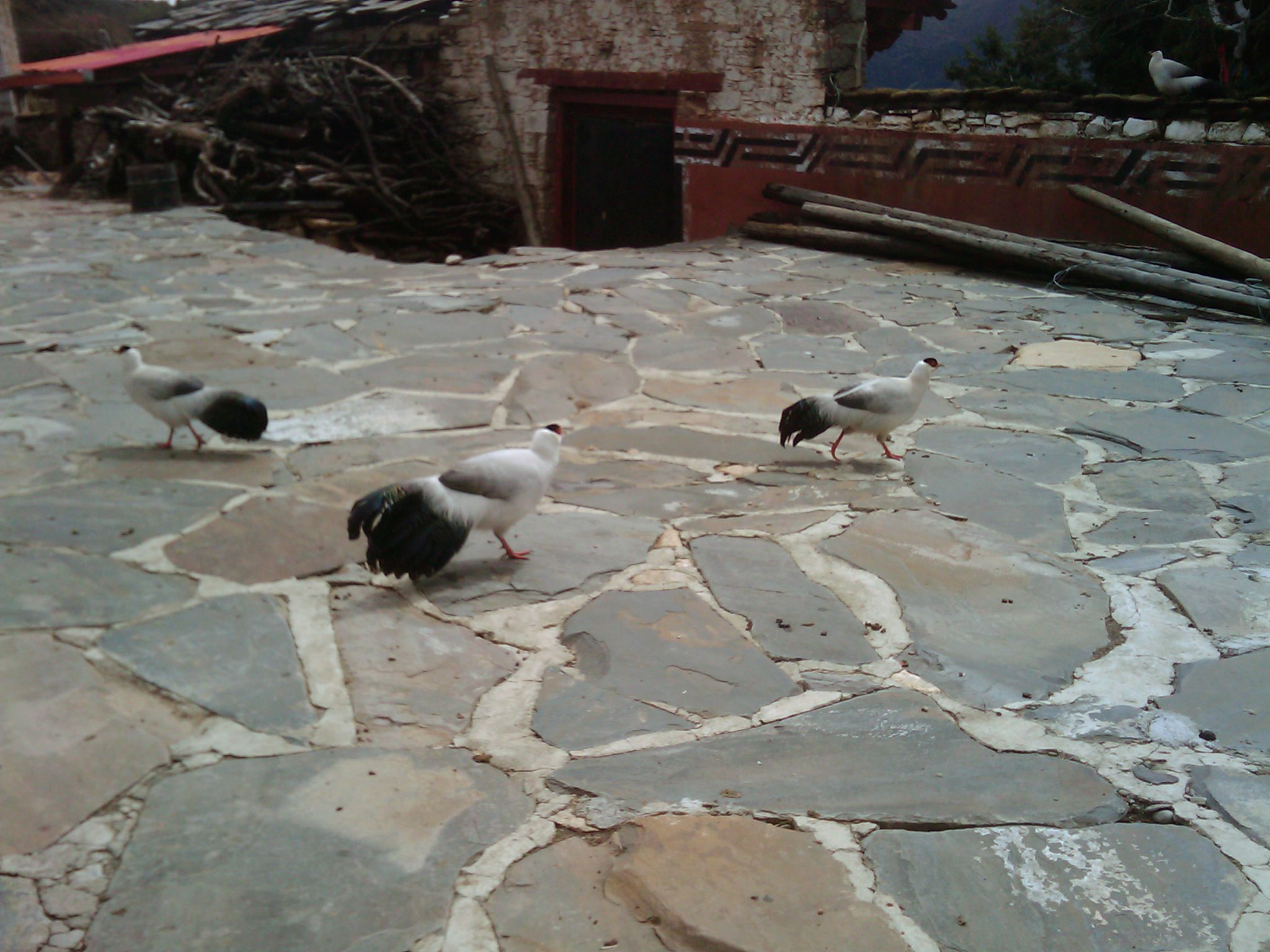
Vit öronfasan i Sichuan.

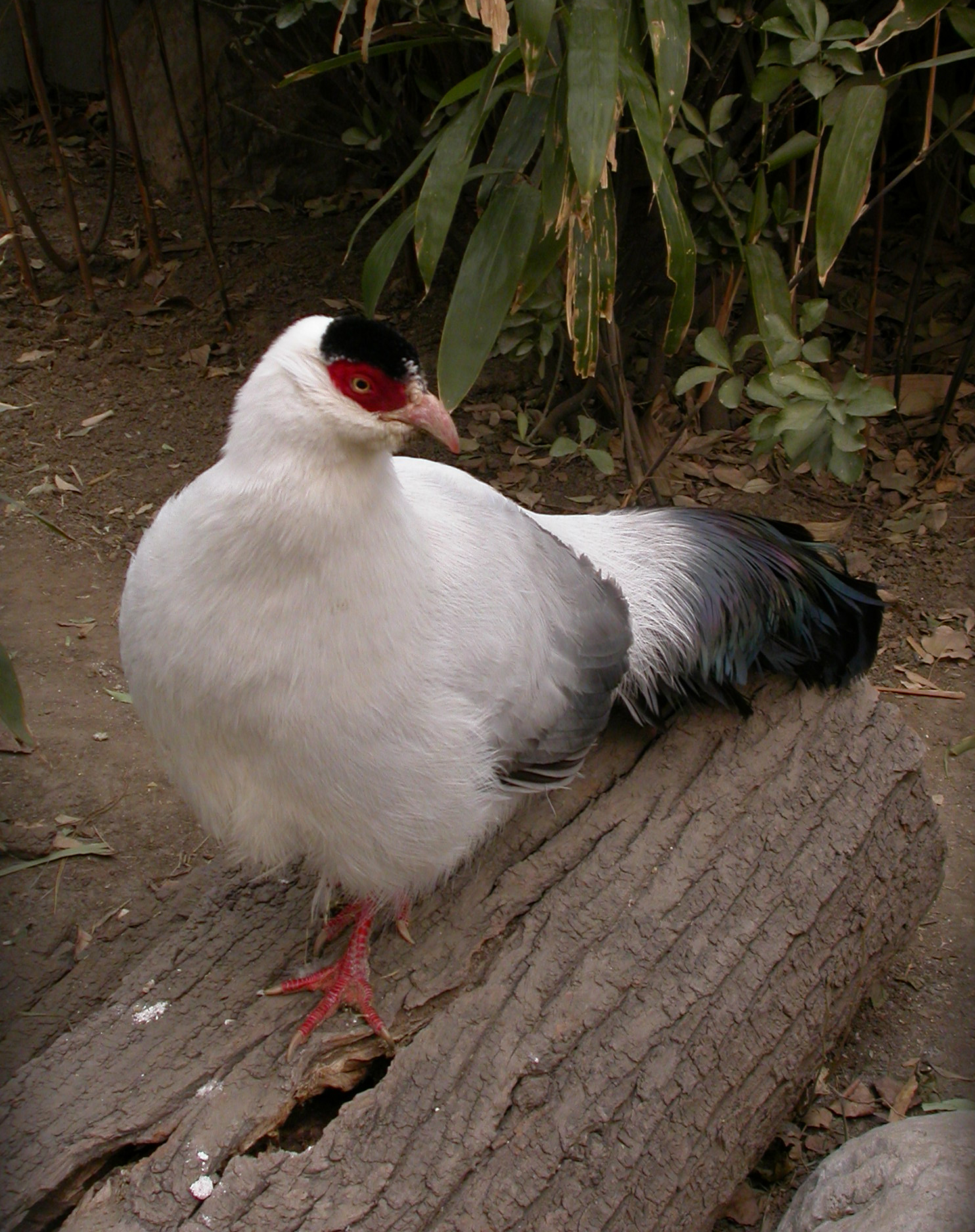
På Beijing Zoo.

## Utbredning och systematik
Vit öronfasan delas in i fyra underarter med följande utbredning:
- Crossoptilon crossoptilon  drouynii – bergsskogar i östra Tibet
- Crossoptilon crossoptilon  dolani – västra centrala Kina (sydöstra Qinghai)
- Crossoptilon crossoptilon  crossoptilon – sydöstra Tibet och sydvästra Kina
- Crossoptilon crossoptilon  lichiangense – norra Yunnan till sydvästra Sichuan i sydcentrala Kina

Tibetansk öronfasan (C. harmani) behandlades tidigare som underart till vit öronfasan. Genetiska studier visar att de är systerarter.

## Levnadssätt
Vit öronfasan bebor barr- och blandskogar nära trädgränsen samt i subalpina buskmarker med björk och rhododendron på 3000-4300 meters höjd. Den kan vara vanlig kring buddhistkloster där de skyddas, men förekommer vanligtvis mycket sparsamt i små grupper. Under häckningen uppträder den i par men kan vintertid ses i grupper med upp till 30 individer. Naturliga predatorer är bland andra kråkor och vråkar.

## Status
Arten har ett stort utbredningsområde och beståndet anses vara stabilt. Internationella naturvårdsunionen IUCN listar den därför som livskraftig (LC).